# تنظيم الفنية العسكرية
تنظيم العسكرية هو تنظيم واسع ومتنوع جغرافياً من مجموعة متحمسة من الشباب من تأسيس صالح سرية قسمهم إلى مجموعات صغيرة على رأس مجموعة الإسكندرية "كامل عبد القادر - طب - وطلال الأنصاري - هندسة - ومجموعة "بور سعيد" بقيادة أحمد صالح ومجموعة "القاهرة والجيزة" وعلى رأسها حسن الهلاوي ومصطفى يسري ومجموعة "قنا" بقيادة محمد شاكر الشريف، وأبقى مجموعة "الفنية العسكرية" بقيادة كارم الأناضولي وباقي الكليات العسكرية تحت قيادته المباشرة.

## أفكار التنظيم
اعتمد التنظيم في أدبياته الرئيسة على أفكار صالح سرّية مؤسس التنظيم وفيلسوفه والذي خلّف مجموعة من الكتابات أهمها «رسالة الإيمان» التي أعاد طباعتها عدة مرات اتحاد طلاب مصر في نهاية السبعينيات. ومن أهم الأفكار الواردة في هذه الوثيقة: الجهاد هو الطريق لإقامة الدول الإسلامية. لا يجوز موالاة الكفار والأنظمة الكافرة ومن فعل ذلك فهو كافر. من مات دفاعاً عن حكومة كافرة ضد من قاموا لإقامة الدولة الإسلامية فهو كافر إلا إذا كان مكرهاً فإنه يبعث على نيته. من اشترك في حزب عقائدي غير إسلامي فهو كافر، كذلك من اشترك في جمعية عالمية كالماسونية أو اعتنق فلسفة مخالفة كالوجودية أو البرجماتية كافر.
الحكم بتكفير الحكام وجاهلية المجتمع واعتباره دار حرب. جواز العمل الحزبي الإسلامي والمساهمة من خلاله في الانتخابات ودخول البرلمان والمشاركة في الوزارات إذا كان صريحاً بأنه يسعى عن هذا الطريق للوصول إلى السلطة وتحويل الدولة إلى دولة إسلامية. يجوز للمسلم أن يدخل في مختلف اختصاصات الدولة بأمر من الجماعة الإسلامية ويستغل منصبه لمساعدة الجماعة للحصول على السلطة أو التخفيف عنها في حالة المحنة أو إفادتها بأي طريق ولا مانع أن يصبح وزيراً حتى مع حاكم طاغية إذا كان بهذه النية.
كل من ينفذ أوامر الدولة الكافرة ضد الإسلام والحركة الإسلامية فهو كافر. في حالة وجود مرشح إسلامي وأمامه مرشح اشتراكي أو قومي أو شيوعي وانتخب الفرد غير الإسلامي فإنه يكون كافراً بهذا الموقف. الذين يحاربون دعاة الإسلام لأنهم يمزجون الدين بالسياسة كفار لأنهم قصروا الإسلام على جانب وكفروا بالجوانب الأخرى. المعارضون لأحكام الإسلام الذين يتهمون الدين بالتخلف والرجعية كفار، كذلك الذين يعترضون على حكم من أحكام الله ولا يرضون عنها مثل الذين يعترضون على الإسلام ويتهمونه بالتخلف فإن هؤلاء غير راضين عن الإسلام أصلاً.
التفريق بين الامتناع الجماعي والامتناع الفردي بمعنى أن الترك الجماعي لأي ركن من أركان الإسلام كفر. كل القوانين المخالفة للإسلام في الدولة هي قوانين كفر وكل من أعدها أو ساهم في إعدادها أو جعلها تشريعات ملزمة فهو كافر كذلك من طبقها دون اعتراض عليها أو إنكار لها. تحية العلم والجندي المجهول والسلام الجمهوري من طقوس الجاهلية وهي صورة من صور الشرك.

## العمليات

### العملية الثانية
تم تكليف مجموعة الإسكندرية بإعداد رسم كروكي عن مكانين محتملين للهجوم الأول مجلس الشعب والثاني مبنى الاتحاد الاشتراكي على «كورنيش النيل» وقد حضرت مجموعة من ستة أفراد من الأسكندرية منهم محمد علي خليفة وهاني الفرانوني وأنجزوا المطلوب. تم وضع الخطة البديلة بواسطة سرّية وكارم الأناضولي، وتعتمد على الاستيلاء على الفنية العسكرية بمهاجمة حرس بوابة الكلية في صمت لادخال عدد كبير من الشباب إلى الكلية، ثم بعد ذلك الاستيلاء على الأسلحة والسيارات والمدرعات من الكلية الفنية العسكرية بمساعدة اخوانهم الطلبة داخل الكلية مستغلين صلاحياتهم كقادة مناوبين أثناء الليل، ثم التوجه بما حصلوا عليه إلى مقر الاتحاد الاشتراكي لمهاجمة السادات وأركان حكمه أثناء اجتماعهم.
وكبروفة للأحداث طلب سرّية من مجموعة الأسكندرية الحضور إلى القاهرة، والتوجه إلى موقع العملية قبل بدء التحرك بيوم واحد وبعد حضورهم طلب منهم العودة والحضور في اليوم التالي. وأعد صالح سرية بيان الانقلاب بخطه، ويدعوا إلى قيام نظام جديد في مصر يقضى على الفساد، ويدعم الإيمان والأخلاق والفضيلة، ويضمن الحريّات، وتم تذييل البيان بتوقيع د/ صالح سرّية رئيس الجمهورية.
ومع بداية التحرك تسلل اثنين من التنظيم، أحدهما توجه إلى وزارة الداخلية والثاني إلى رئاسة الجمهورية وقاما بالإبلاغ عن الخطة، وبعد مرور وقت طويل من عدم التصديق والتحقيق معهم، توجهت قوة صغيرة من الأمن المركزي إلى كلية الفنية العسكرية، ليتم إجهاض الهجوم في بدايته، ويتم القبض على قياداته، وعلى رأسهم صالح سرية الفلسطيني، وأجريت لهم محاكمة سريعة، حاولت السلطات الأمنية إثبات تورط النظام الليبي في العملية، وحاولت النيابة أن تزج باسم «حسين الشافعي» نائب رئيس الجمهورية فيها، ولكن ربط الحركة بأي قوى خارجية أو داخلية باءت بالفشل.

## الحكم على أفراد التنظيم
صدر الحكم بإعدام صالح سرّية وكارم الأناضولي وطلال الأنصاري - قرر السادات تخفيف الحكم الصادر عليه بالإعدام إلى المؤبد نتيجة وساطة والده الشاعر السكندري عبد المنعم الأنصاري - وبأحكام بالسجن على عشرات منهم، وطويت صفحة من تاريخ أول تنظيم إسلامى جهادي انقلابي في مصر. مع انتهاء العملية بالفشل واعدام القيادات حاول أحد قيادات التنظيم «أحمد صالح» والذي حوكم بالبراءة إعادة تجميع من تبقى والإستمرار في الحركة ولكن تم القبض على معظم من تبقى منهم عام 1977م فيما عرف بتنظيم الجهاد ليعود مرة أخرى «مصطفى يسرى» لمحاولة الإستمرار بالباقين منهم.

## المصدر
- الجماعات السلفية الجهادية..وفقه التكفير (1) موقع مجلة الحوار.